# Sinjawino (Leningrad)
Sinjawino (russisch Синя́вино, finnisch Vahriselkä) ist eine Siedlung städtischen Typs mit 4353 Einwohnern (Stand: 1. Januar 2024) in der Oblast Leningrad in Russland. Sie liegt 58 km östlich von Sankt Petersburg, 8 km nördlich von Kirowsk, 15 km nördlich von Mga, 12 km südöstlich von Schlüsselburg und 10 km südlich vom südwestlichen Ufer des Ladogasees.
Die Ortschaft liegt auf den Sinjawino-Höhen, die sich bis zu 150 Meter über das Umland erheben. Sie gehört zum Rajon Kirowsk.

## Geschichte
Der Ort ist seit Beginn des 18. Jahrhunderts bekannt, als die umliegenden Ländereien vom Zaren Peter I. dem Admiral Naum Senjawin (auch Sinjawin; 1680(?)–1738) beziehungsweise dessen Sohn Alexei Senjawin (1722–1797; später ebenfalls Admiral) übereignet wurden. Der Ortsname ist von einer Namensvariante des Nachnamens dieser Familie abgeleitet. 1930 erhielt Sinjawino den Status einer Siedlung städtischen Typs.
Nach dem deutschen Überfall auf die Sowjetunion wurde Sinjawino im Herbst 1941 von der Wehrmacht besetzt und lag danach im südlichen Belagerungsring um Leningrad (Leningrader Blockade). Während der Ersten Ladoga-Schlacht (August bis Oktober 1942; russisch Sinjawino-Operation) versuchte die Rote Armee erfolglos, die Blockade zu durchbrechen. In der Dritten Ladoga-Schlacht, auch Schlacht um die Sinjawino-Höhen genannt, versuchten die sowjetischen Truppen im Sommer 1943, einen inzwischen freigekämpften Korridor nach Leningrad zu erweitern. Die deutsche Wehrmacht konnte jedoch die Sinjawino-Höhen behaupten. Die Rückeroberung durch die sowjetischen Truppen gelang erst im Verlauf der Leningrad-Nowgoroder Operation Anfang 1944.

### Bevölkerungsentwicklung
| Jahr      | 1939 | 1959 | 1970 | 1979 | 1989 | 2002 | 2010 |
| --------- | ---- | ---- | ---- | ---- | ---- | ---- | ---- |
| Einwohner | 8412 | 1847 | 664  | 1665 | 1949 | 3611 | 3784 |

Anmerkung: Volkszählungsdaten

## Söhne und Töchter des Ortes
- Juri Morosow (1934–2005), Fußballspieler und -trainer
- Oleg Tjurin (1937–2010), Ruderer, Olympiasieger 1964